# 日本エアコミューター
日本エアコミューター株式会社（にほんエアコミューター、英: JAPAN AIR COMMUTER CO.,LTD.、略称：JAC）は、日本航空（JAL）グループのコミューター航空会社である。本社のある鹿児島空港をベースにターボプロップ機（プロペラ機）を使用して鹿児島県内離島路線（大隅諸島・奄美群島）を中心とした西日本のコミューター路線を運航している。
運送の共同引受により全便JAL便として運航される。

## 略歴
鹿児島県の離島アクセス改善のため、日本航空（当時の東亜国内航空、後の日本エアシステム）と鹿児島県奄美群島の14市町村（合併により12市町村に減少）が出資して、コミューター航空会社として発足した。当初は旧奄美空港に本社を置き、奄美群島をはじめとした路線が中心であったが、次第に日本エアシステムから西日本のローカル路線の移管を受け、路線を拡充していった。2011年現在も、奄美群島12市町村が資本の4割を出資し役員を派遣している。
現在、同じグループ会社のJ-AIRとは、路線面では重複する区間も存在するものの、運航機種についてはJACはターボプロップ機を保有しているのに対してJ-AIRはジェット機を保有しているといった違いがある。また、JACは長くワンワールドには加盟していなかったが、2020年10月25日よりHACとともにワンワールドにアフィリエイトメンバーとして加盟した。
同社のIATAコードは元々「3X」であるが、JALエクスプレスが使っていた「JC」をJALエクスプレスのJAL統合後使用している。また、2017年11月16日の旅客サービスシステムの刷新までは、JALマイレージバンクの搭乗履歴やJALグループのチェックインカウンターで発行される手荷物タグに表示される2レターコードは「JN」となっていた。なお、「JN」のIATAコードでは英エクセル航空に割り当てられている。
人口減少社会で利用者の減少が進み、2017年には国土交通省の「持続可能な地域航空のあり方に関する研究会（座長竹内健蔵東京女子大学教授）」で機体の共同保有や、将来の経営統合などを内容とする報告書が出された。2018年3月27日に「持続可能な地域航空のあり方に関する研究会 最終とりまとめ(案) 」として提出され「同年末までに具体的な組織形態について一定の結論を得ること を目指すべき」とされた。同年12月18日には大手航空2社（日本航空、全日本空輸）及び地域航空3社（日本エアコミューター、天草エアライン、オリエンタルエアブリッジ）を構成員とする有限責任事業組合を設立することを目指し、経営改善効果の試算や運営ルールづくりを開始することに合意した。これら議論を経て2019年10月25日にAMX、ORC、JACとANA、JALを組合員とする「地域航空サービスアライアンス　有限責任事業組合」(英語表記：Essential Air Service Alliance LLP、略記：EAS LLP)を設立した。3年を経過した時点で取組状況を検証し、以降の対応を協議することとした。約3年が経過した2022年10月30日より、グループの垣根を越え、JAC運航の離島発着便について、一部便を除きANAとのコードシェアを開始する。

### 沿革
- 1983年（昭和58年）
  - 7月1日：設立（本社は旧奄美空港内）。
  - 11月2日： 不定期航空運送事業免許を取得。
  - 12月10日：ドルニエ 228により運航開始（奄美 - 喜界島・徳之島・沖永良部島・与論島）。
- 1988年（昭和63年）
  - 6月15日：本社を鹿児島空港内へ移転。
  - 7月6日：定期航空運送事業免許を取得。
  - 7月19日：YS-11定期運航開始（鹿児島 - 沖永良部）。
- 1992年（平成4年）12月1日：SAAB 340B運航開始。
- 1994年（平成6年）5月18日：離島路線以外での運航を開始（大阪 (伊丹) - 但馬）。
- 1997年（平成9年）7月14日：初の国際チャーター 鹿児島－釜山線をSAAB 340Bで運航。
- 2003年（平成15年）2月1日：DHC-8-Q400運航開始（大阪/伊丹 - 鹿児島、大阪/伊丹 - 出雲）。
- 2006年（平成18年）9月30日：沖永良部 - 鹿児島間の臨時便を最後にYS-11が定期路線での運航を終える。日本のエアラインにおけるYS-11の最終運航でもあった。
- 2007年（平成19年）10月1日：松本 - 新千歳線運航開始。北海道に進出したが2010年5月撤退。2010年6月以降はフジドリームエアラインズがJALとのコードシェア運航を行っている。
- 2009年（平成21年）9月1日：大阪/伊丹 - 屋久島直行便を就航。
- 2011年（平成23年）3月27日：福岡 - 屋久島、奄美直行便就航。
- 2015年（平成27年）6月15日：パリ・国際航空ショーにて、ATR 42-600を更新機材として発注発表[10]。
- 2017年（平成29年）
  - 4月26日：ATR 42-600運航開始（鹿児島/屋久島/鹿児島/沖永良部/鹿児島）。
  - 8月：一部路線を同じJALグループのJ-AIRへ移管開始。
- 2018年（平成30年）
  - 7月：徳之島 - 沖永良部 - 沖縄/那覇（「奄美群島アイランドホッピングルート」）開設[11]。
  - 11月30日：この日を最後にDHC-8-Q400が定期便としての運航を終了。最後まで残ったのはJA844CとJA851Cだった（JAC3808（沖永良部発鹿児島行き）が最終運航）[12]。
  - 12月：ATR 72-600運航開始（鹿児島/沖永良部/鹿児島/与論/鹿児島/屋久島/鹿児島）[13]。
- 2019年（令和元年）
  - 10月25日：AMX、ORC、JACとANA、JALを組合員とする「地域航空サービスアライアンス 有限責任事業組合」を設立[14]。
  - 12月20日：喜界発鹿児島行きJAC3784便を最後にSAAB 340Bが定期便としての運航を終了。
- 2020年（令和2年）10月25日：運送の共同引受開始により全便JAL便としての運航開始（初便は鹿児島発徳之島行きJAL3791便）[15][4]。同時に国際航空連合（アライアンス）「ワンワールド」に加盟[3]。
- 2022年（令和4年）
  - 7月15日：奄美→与論→沖縄/那覇→奄美へ就航[16]。
  - 10月30日：ANAとコードシェア便の設定を開始[9]

## 運航機材

### 保有機材
会社設立以来、ターボプロップ機（プロペラ機）のみ運航している。すべて普通席のみで、クラスJ等の上級クラスは設定されていない。
2017年5月にATR42就航後、地元鹿児島での報道で2019年度末までに機材更新によってATR42を2019年度末まで順次導入し、運用しているDHC-8-Q400とSaab340は売却退役予定で機材統一を図り、保有する航空機を18機から半分の9機体制にすることを明らかとなった。保有機数減少に伴う運航路線についてはDHC-8-Q400運航路線を中心にJALグループのジェイエアへ移管し、運航するエンブラエル E-Jetへの変更しジェット化することで輸送力、就航率などを強化していく方針とした。その後、計画を見直し保有機材は11機となっている。
また、2016年に鹿児島にATRスペアパーツセンターを設置し、2018年4月にはATR72/42-600型のフルフライトシミュレーターを国内で初めて導入、鹿児島空港内空港施設所有棟内設置し、日本に於けるATR訓練、整備などの運用拠点となっている。
| 機体型式  | 座席数 | 運用機数 | 搭載エンジン | 備考 |
| --------- | ------ | -------- | ------------ | --- |
| ATR42-600 | 48     | 9        | PWC PW127M   | サーブ340の代替機材。当初は確定8機のほかに購入権14機も契約。 JA01JC、JA03JC、JA04JCは天草エアライン・北海道エアシステムとの共通事業機。 |
| ATR72-600 | 70     | 2        | PWC PW127M   | 発注済みATR 42-600うち1機を切り換え、2018年12月から運航開始。                                                                           |
| Total     |        | 11       |              | |

| 日本エアコミューター 運用機材一覧 2022年現在 | 日本エアコミューター 運用機材一覧 2022年現在 | 日本エアコミューター 運用機材一覧 2022年現在 | 日本エアコミューター 運用機材一覧 2022年現在 | 日本エアコミューター 運用機材一覧 2022年現在                          | 日本エアコミューター 運用機材一覧 2022年現在 |
| 機体型式                                     | 機体番号                                     | 製造番号                                     | 受領年月                                     | 備考                                                                  |                                              |
| -------------------------------------------- | -------------------------------------------- | -------------------------------------------- | -------------------------------------------- | --------------------------------------------------------------------- | -------------------------------------------- |
| ATR 42-600                                   | JA01JC                                       | 1215                                         | 2017年01月21日                               | ハイビスカス塗装、天草エアライン・北海道エアシステムとの共通事業機    |                                              |
| ATR 42-600                                   | JA02JC                                       | 1218                                         | 2017年09月22日                               | ハイビスカス塗装                                                      |                                              |
| ATR 42-600                                   | JA03JC                                       | 1401                                         | 2018年01月30日                               | 天草エアライン・北海道エアシステムとの共通事業機                      |                                              |
| ATR 42-600                                   | JA04JC                                       | 1402                                         | 2018年03月29日                               | 天草エアライン・北海道エアシステムとの共通事業機                      |                                              |
| ATR 42-600                                   | JA05JC                                       | 1404                                         | 2018年06月29日                               | 但馬空港ターミナル購入機、特別塗装機「コウノトリ号」                  |                                              |
| ATR 42-600                                   | JA07JC                                       | 1408                                         | 2019年01月23日                               |                                                                       |                                              |
| ATR 42-600                                   | JA09JC                                       | 1414                                         | 2019年12月11日                               | メーカー初飛行2019年9月 メーカー試験飛行中トラブル発生 により納入遅延 |                                              |
| ATR 42-600                                   | JA10JC                                       | 1607                                         | 2021年05月07日                               | 世界自然遺産決定特別塗装                                              |                                              |
| ATR 42-600                                   | JA11JC                                       | 1611                                         | 2022年05月17日                               | 「ecoPROP」エコデザイン特別塗装機、22年5月就航                        |                                              |
| ATR 72-600                                   | JA06JC                                       | 1524                                         | 2018年10月26日                               | ATR通算1,500機目ステッカー貼付                                        |                                              |
| ATR 72-600                                   | JA08JC                                       | 1569                                         | 2019年05月29日                               |                                                                       |                                              |

#### ATR 42-600

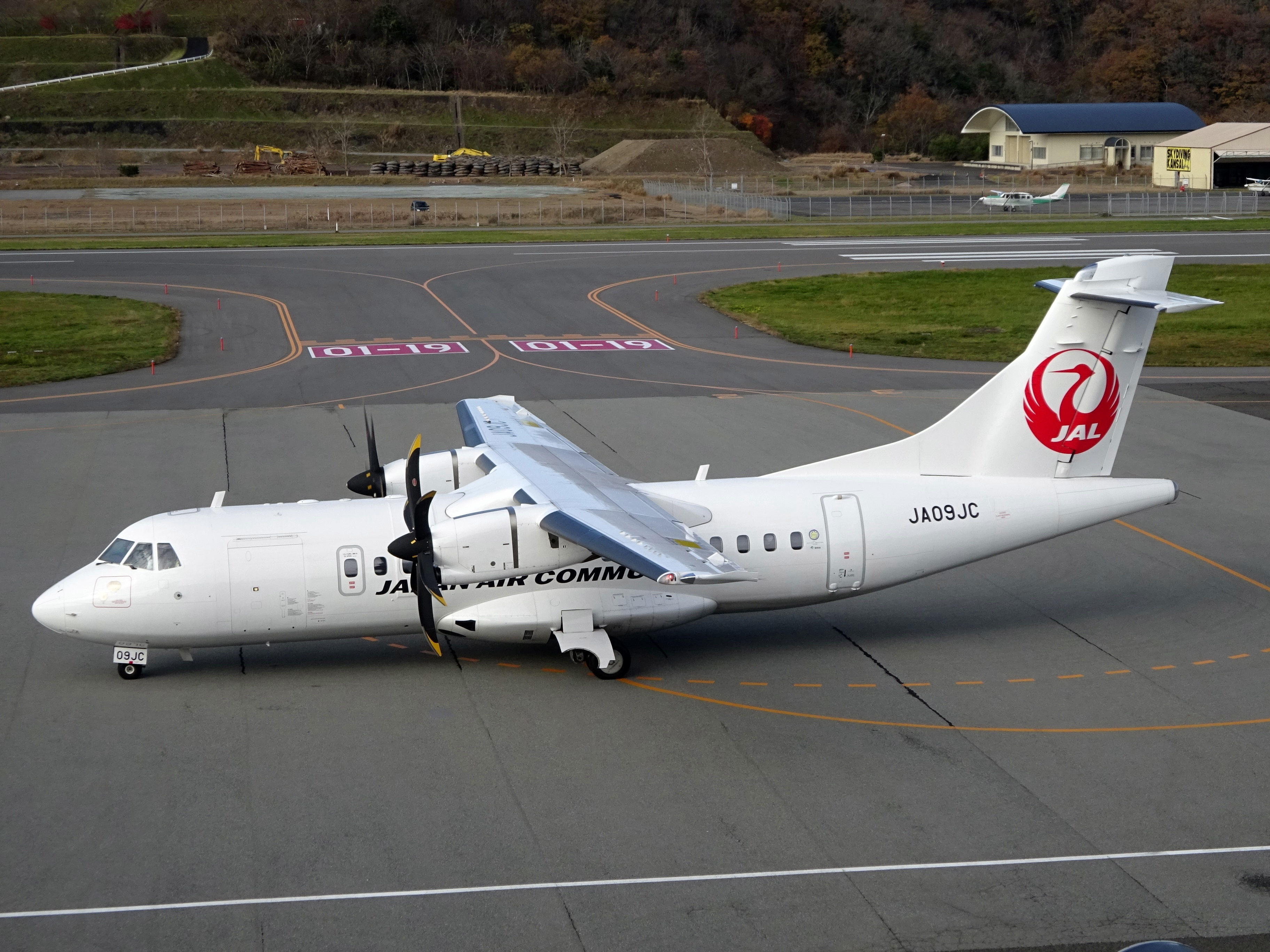
ATR 42-600

2015年6月15日パリ航空ショーでサーブ340型機の更新用機材として確定8機オプション1機、購入権14機で契約発注したと発表された。欧州製旅客機の採用はドイツのドルニエ、スウェーデンのサーブに続き3例目となる。
また、同機種は天草エアラインが先行導入していて、同機による慣熟訓練にJACは乗務員、整備士を派遣している。今後は整備部品の共同保有によるコスト削減や、JACにスタンバイ機がある時期に天草エアライン保有機の重整備を実施するなど、同型機を運航する九州の2社で連携していく。
兵庫県は2016年度当初予算でJACの就航先である但馬空港運航機材として1億3500万円の予算を計上。同路線の安全、安定的な運航を維持する目的での導入し、機材購入（所有）者は但馬空港ターミナルであり、この機材をJACへ貸与している。ただし本機材は他の機材と共通運用であり、但馬線以外の鹿児島県内路線に入ることもある。ATR 42-600が担当する以前はSAAB 340Bの1機が担当していた。
2016年7月4日に同型機の2機限定塗装として鹿児島唯一のデザイン系総合専門学校のタラデザイン専門学校との産学連携で制作されたデザインの採用が発表された。JACの株主でもある奄美群島を中心とした鹿児島の島々と各地をつなぎ、地域の翼として地域の発展に貢献する使命を表現した。機体に描かれた「ハイビスカス」は同社が就航する離島や地域の象徴であり、機体左側の大きなハイビスカスを鹿児島に見立て、左下に広がる7つは鹿児島県に空港が所在する7つの離島を表し、機体右側のハイビスカスは、同社がつなぐ他の地域を表現した。ハイビスカスの背景に描かれた「5本のライン」は水引のように地域、人の結びつき、子供の夢、人々の想い、過去から現在と未来を繋ぐことを表現し、配色は、奄美大島にのみ生息するルリカケスの赤、黒、瑠璃色を基調として描かる塗装となる。
初号機となるJA01JCは、2017年1月20日に受領して、トゥールーズ・ブラニャック空港を出発し、ギリシャ、エジプト、UAE、インド、台湾の空港を経由し、1月26日に鹿児島空港に到着した 4月26日から鹿児島-屋久島、沖永良部、5月28日から鹿児島-奄美で就航した。
旅客機は基本的に前方左側ドアから搭乗するが、同機種は機体の設計上、貨物室が前方にも設置されているため旅客の搭乗は従来とは異なり左舷後部からとなる。このため、空港では既存のボーディング・ブリッジ（PBB）が使用できず、機体備え付けのエアステア（階段）も急勾配で、同社の運航する離島生活路線に多い高齢者の利用にも向いていないため、同社は同型機が就航する空港を中心に可動式の搭乗用スロープを配備している。このスロープは車椅子での乗降も考慮した傾斜の緩やかなもので、直線型と屋根付きの3段折り返し型とがある。
客室内装は先行導入されている天草エアラインのものと同様で、「Armonia Cabin」と名付けられたジョルジェット・ジウジアーロによるデザインを採用している。座席配置と定員（通常48名）も天草の同型機と同様で、非常口への動線を確保するため右舷側最前列2席と2列目2席はボックスシート（対座配置）となっている。また、離島生活路線が多い同社運航路線特性から左舷後方座席3列は背板を倒して傷病者輸送のためストレッチャー設置が可能な特注となっていて、従来とは異なり、設置可能な一角はカーテンでの仕切りが可能となっており、機内居住性に配慮している。化粧室には特注のおむつ交換台を設置している。
2018年5月には初号機であるJA01JCが天草エアラインとの共通事業機となり、その後、JA03JCとJA04JCも天草エアラインとの共通事業機になる。JALグループにおいて同社グループ外航空会社との共通事業機は初の事例となる。天草エアラインは保有機材が1機しかなく、ATR42導入前は重整備となる場合は1か月近く全ての便の運航が停止されていた。ATR42導入に伴い、同機を運航する天草エアラインと日本エアコミューターの間で機材を融通することとなった。2018年6月に天草エアライン保有機が重整備となるのに伴い、JA01JCが同社へ貸し出されることとなる。また、同年7月に同じJALグループ企業である北海道エアシステムも次期主力機として同型機を選定したことから、天草エアラインとの運用や後述のサーブ340運用と同様に、最多運用JAC保有機で共通事業機設定し整備点検時の機材融通するとみられる。3社間で国土交通省持続可能な地域航空のあり方に関する研究会の示す指針に沿った運用を目指すとみられる。
2018年7月、前述の兵庫県但馬空港ターミナル購入機体（JA05JC）が受領後通常塗装で暫く運航していたが同年9月に但馬オリジナル塗装｢コウノトリ号｣とすることが発表され、鹿児島空港JAC格納庫にてJALエンジニアリングによって但馬空港推進協議会、地元市町、兵庫県、但馬空港ターミナルが作成した『朝日の中を未来に向け飛翔するコウノトリ』をコンセプトとしたデザインに兵庫県鳥でもある「コウノトリ」に「優雅」「飛翔」「幸福」のイメージを託し、但馬が「羽ばたく」「飛躍する」というメッセージを表した塗装を施し、同年10月にお披露目就航した。なお、同機はこのような納入経緯から同社が鹿児島本社であるため、支援している奄美・琉球世界自然遺産登録ステッカー貼付はされていないし、他社機整備時貸し出し運用も出来ない。
個別委託でAMX1機、JALグループ内委託でHAC4機、EAS LLPによる委託でORC2機で合計3社7機のATR 42の整備委託を受ける見込みでJAC保有9機が予備機として貸し出し運用されるがJAC自体運用機の予備が少なく、他社貸し出し時、その他の機体で機体トラブルなどが発生すると（AMX貸し出し時のHAC機トラブル等も発生している）、他社便はJAC機で運航されているのにJAC便は欠航が発生しやすくなる、おかしな状況が起きている（後述トラブル欄、JA09JC納入前トラブル参照）。

#### ATR 72-600

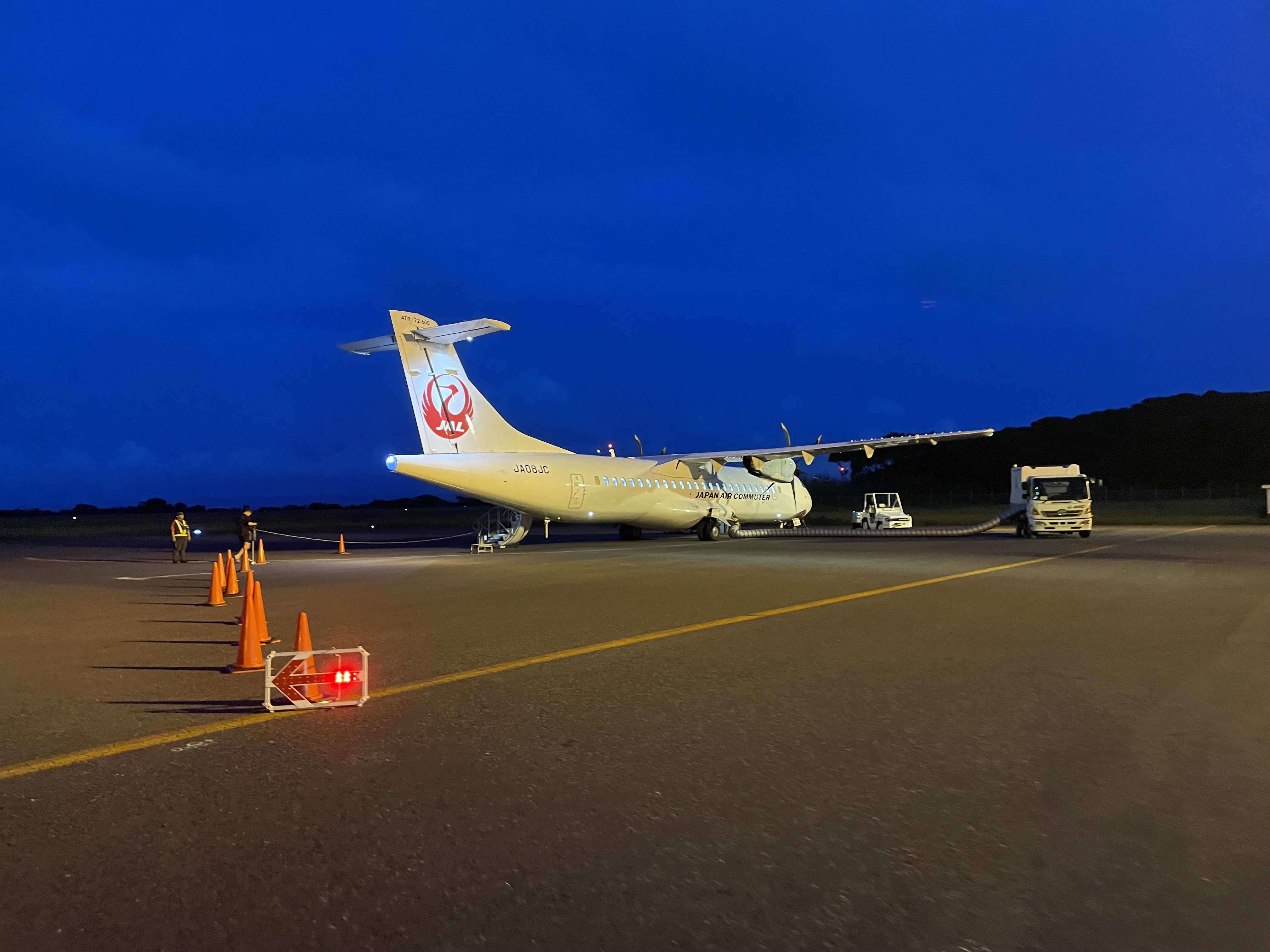
ATR 72-600

2018年6月5日、発注済みのATR42-600の内1機をATR72-600に変更し、座席数は70席にすることがATR、日本エアコミューター双方から発表され、 同年10月26日に仏トゥールーズで引き渡され、同年12月から鹿児島発着混雑路線を中心に運航している。2019年5月29日には、2機目となるJA08JCが引き渡された。
客室仕様はATR42と同様に旅客搭乗は左舷後部となり、空港では既存のボーディング・ブリッジ（PBB）が使用不可で貨物室は操縦室の後方に設置されているがボックスシート（対座配置）ではなく、2-2の17列に2席の計70席配置なっている。なお最初に引き渡されたJA06JCはATR社が納入した1,500機目の機体であるため「ATR 1500th」のロゴが機首に入っている。

### 退役機材

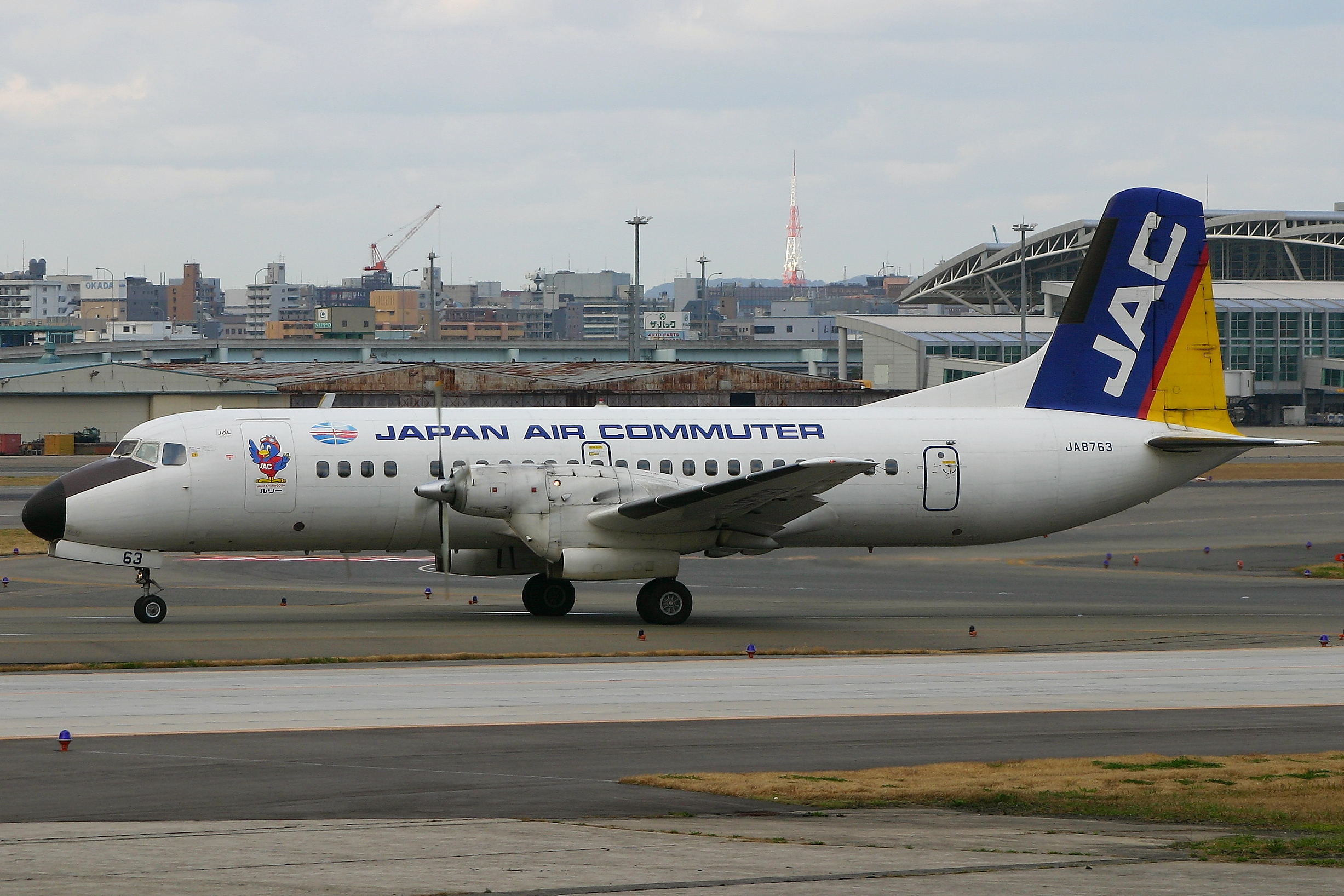
YS-11型機（2代目塗装）

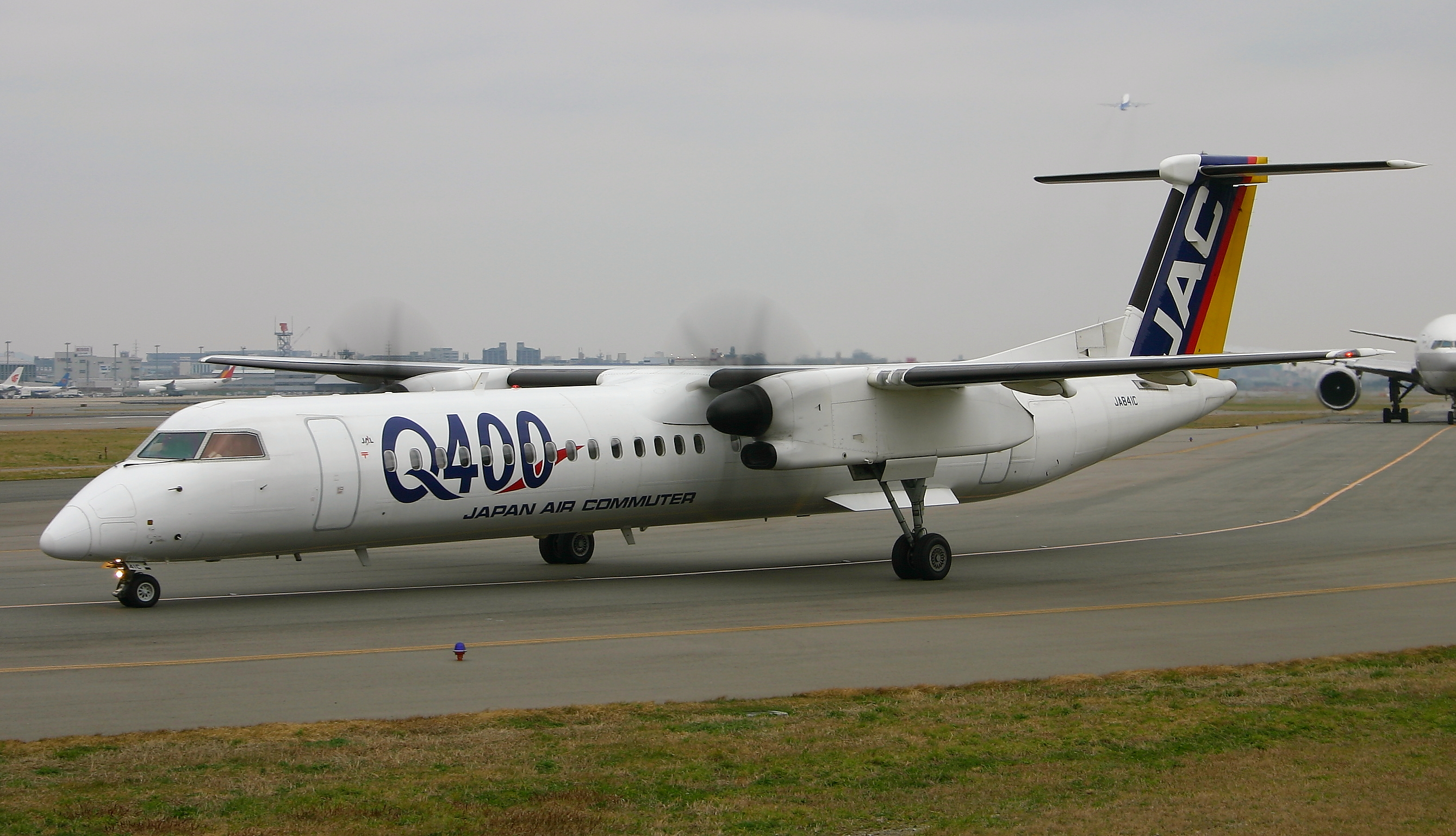
ボンバルディアDHC-8-Q400

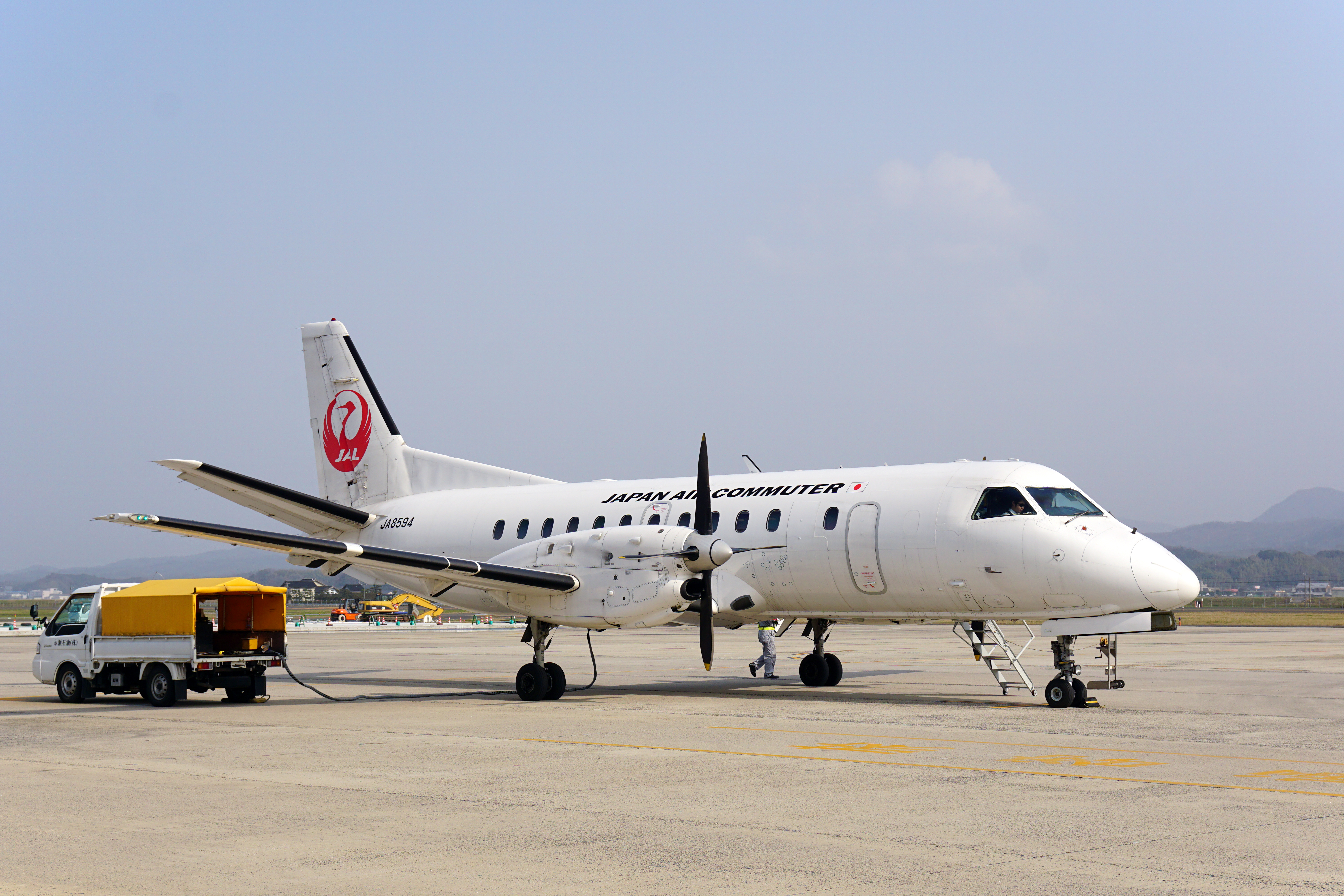
サーブ 340型機（4代目塗装）

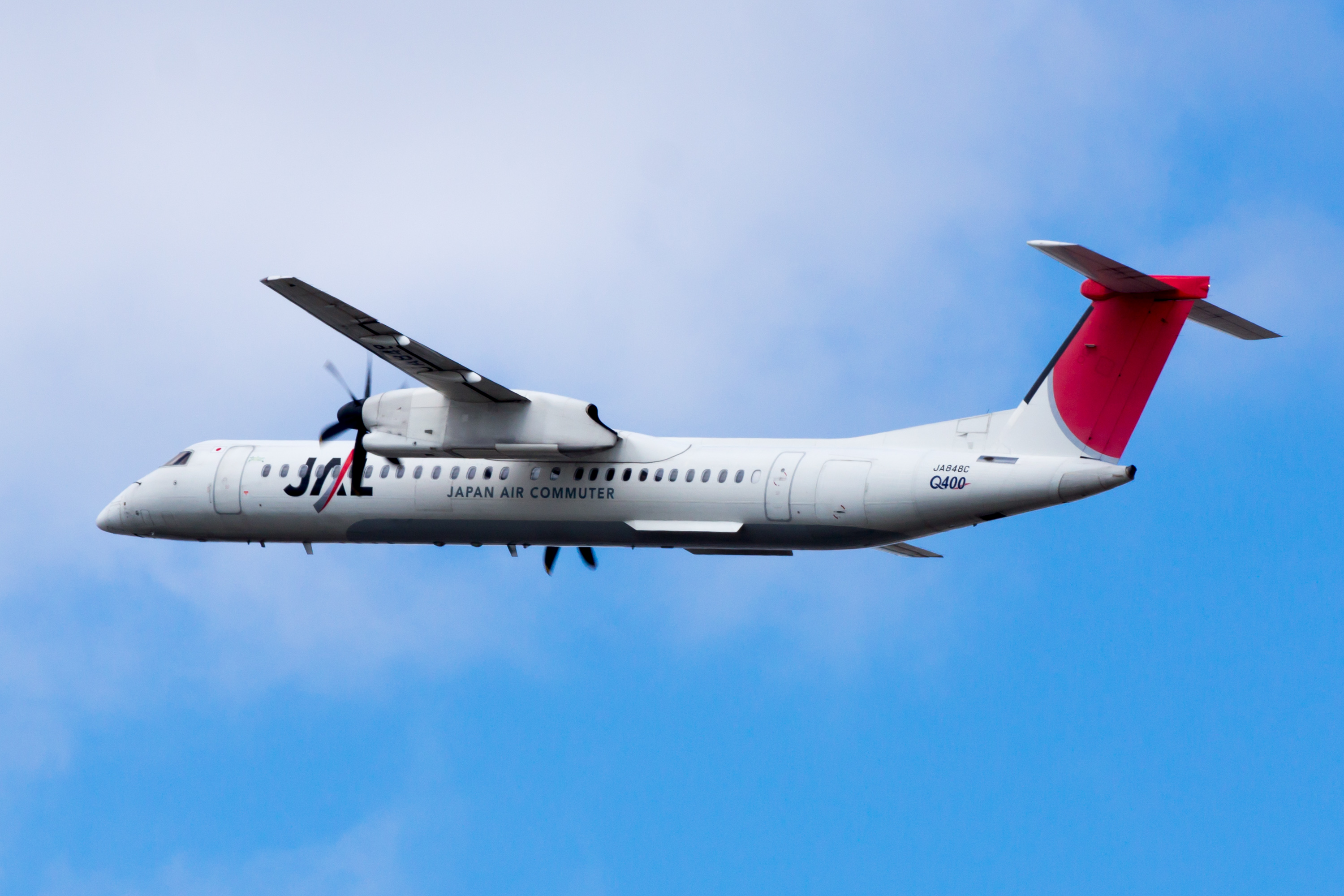
DHC-8-400

#### ドルニエ 228
3機(JA8835,JA8836,JA8866)が1983年12月10日～1995年9月30日のあいだ登録運航された。旅客定員19席で客室乗務員の乗務がなく、未与圧機なので高い高度での運用が出来ないため就航率が低かった。退役保管後、暫く壱岐国際航空等国内他社で使用されたが現在は国外売却されている。

#### 日本航空機製造 YS-11
1988年から1994年にかけて最大12機導入した。2002年より退役が始まり、2006年に全機が退役した。
元は日本エアシステム（旧東亜国内航空）やその前身の一つである日本国内航空の運航機材だったが1988年7月19日に日本エアシステムから鹿児島発着路線を同機材とともに移管を受け運航開始。2006年9月30日に退役。日本の民間航空としては、JACが最後の運航者だった。

#### DHC-8-Q400
2002年から2007年にかけて最大11機導入した。2002年10月7日に初号機日本到着。ATR42-600の導入とATR72-600への一部置き換え並びにジェイエアへの路線移管に伴い、2016年より順次退役が始まり、2018年11月30日を最後に運航終了。
航空法改定により空中衝突防止装置（TCAS）未対応のYS-11の代替機として導入した。機内のマイクロフォンが騒音を拾い、そのデータを元に能動的に騒音と振動を緩和させる装置 "NVS"(Noise and Vibration Suppression)を装備し騒音･振動対策され機内居住性が向上した。座席数70席クラスでジェット機並みの巡航速度と1,350m（沖永良部空港滑走路長）の離着陸距離で運航可能である。
JALグループのロゴマークが「The Arc of the Sun」や「鶴丸」に変わり、塗装変更も整備などのタイミングで順次行われたが、JA842CのみはJASグループ時代のレインボー塗装のまま退役を迎えた。

#### サーブ 340B
1992年から1997年にかけて最大11機導入した。胴体径が細いため機体前方向かって左側から1-2配置で計36席、最後列3席は貨物室配置上、右寄り3人掛け、両端は窓無し座席となっていた。ATR42-600の導入に伴い、2015年より順次退役が始まり、2019年11月30日のチャーター便をもって引退することが発表され ていたが、後継機ATRの納入遅延などで営業運用引退は12月20日喜界発鹿児島行きJAC3784便と引き延ばされ、最終便出発時は喜界空港で客室両側を見送るため駐機場で八の字旋回する異動転勤時期限定「喜界ターン」を披露し出発、鹿児島空港でグループ社員の出迎えをもって着陸ラストフライトを終えた。しかし、更に年が明けて2020年1月9日から前日8日に奄美空港で発生した同社のATR42-600（JA07JC）の滑走路逸脱（トラブル項後述）による運用機材不足に対応するためJA8703が売却前白塗装状態でJAC便として商業運航復帰。2021年2月19日最後まで残っていたJA8703が登録抹消され、同年3月20日、売却先に向け出発し同機の運用は終了を迎えた。
2015年11月からグループ会社の北海道エアシステム（HAC）の機材と同社運用サーブ機を共通事業機に登録し、定期整備期間中HACへ機材が短期リースされ、HAC運航便を運休せずに運航出来るようになり、一時期、丘珠空港ではバラエティに富んだ塗装を見ることが出来た。基本、HACへのリース機材はHAC運用と同型のB-WT型（機体番号:JA002C）が割り当てられ同様の理由で同機がJACで引退も最後まで残留することが見込まれたが（JACの方がHACより早期更新のため）、2機を残し退役した。因みにこのリース及び定期点検に伴い、両社の基地が所在する丘珠空港と鹿児島空港の間で機材をフェリーすることがある。これは日本の航空会社によるサーブ340Bの運航距離としては最長で、チャーターツアー企画でフェリー運用の座席が販売される事もあった。

## 塗装
東亜国内航空→日本エアシステム（JAS）グループとして設立され、日本航空との経営統合後はJALグループの一員であり、基本的に親会社と同じ基調の塗装である。
JALの経営破綻と再建後、塗装が変更されたことに伴い、順次3代目から4代目塗装への移行が進んだ中、1機のDHC-8-Q400（機体記号:JA842C）のみ2代目塗装のまま塗装変更せずに2017年4月に売却退役した。
設立当時
ドルニエ228ではレッドの帯のみで、垂直尾翼にはハイビスカスの花の絵をあしらったデザインが配されていた。
YS-11は東亜国内航空と同じ「レッド&グリーン」の帯が配されたものであったが、赤で「Japan Air Commuter」の表記と地球儀に気流をなびかせたロゴマークが配され、垂直尾翼には「JAC」と表記されていた。
2代目
親会社のCI変更と同時に垂直尾翼にJASと同じ「レインボー・カラー」が配され、「JAS」ではなく「JAC」と表記される。胴体部分にはホワイト一色で「レインボー・カラー」はなく、青で「JAPAN AIR COMMUTER」の表記と設立当時のロゴマークが配された。退役したYS-11も最後までこの塗装であった。ドルニエ228はこの塗装に移行しないまま退役している。尚、JASから移管直後はレッド＆グリーンの塗装に垂直尾翼にJAC、胴体に「Japan Air Commuter」と表記された機体と、「JASレインボー・カラー」の胴体に「Japan Air Commuter」と表記された機材で運航されていた。
3代目
JALと同じ「The Arc of the Sun（太陽のアーク）」の統一デザインであり、「JAL」（Aの横棒がなくノが入る）のロゴマークの横に「JAPAN AIR COMMUTER」と表記された。
4代目
JALの鶴丸採用に合わせ、ホワイトボディに黒で「JAPAN AIR COMMUTER」と表記され、尾翼に鶴丸が配されたデザインである。ただし鶴丸内の表記は「JAL」である。

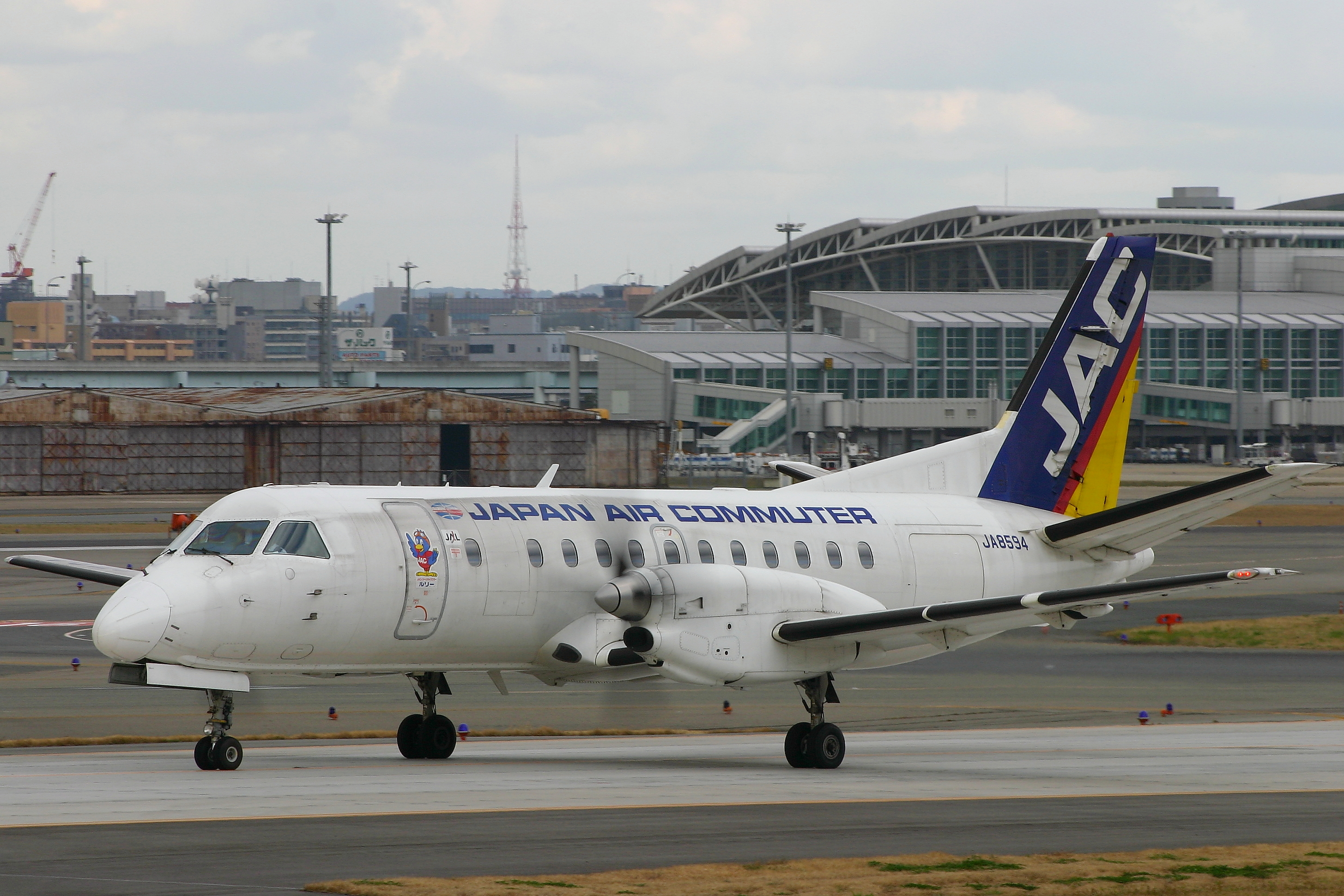
2代目塗装のサーブ340
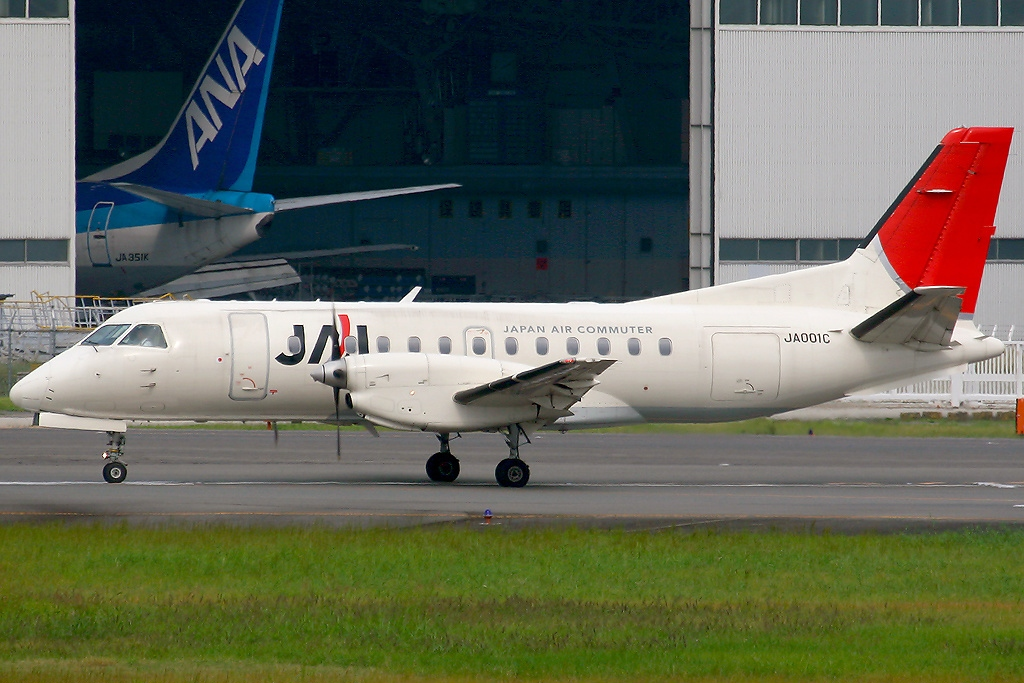
3代目塗装のサーブ340
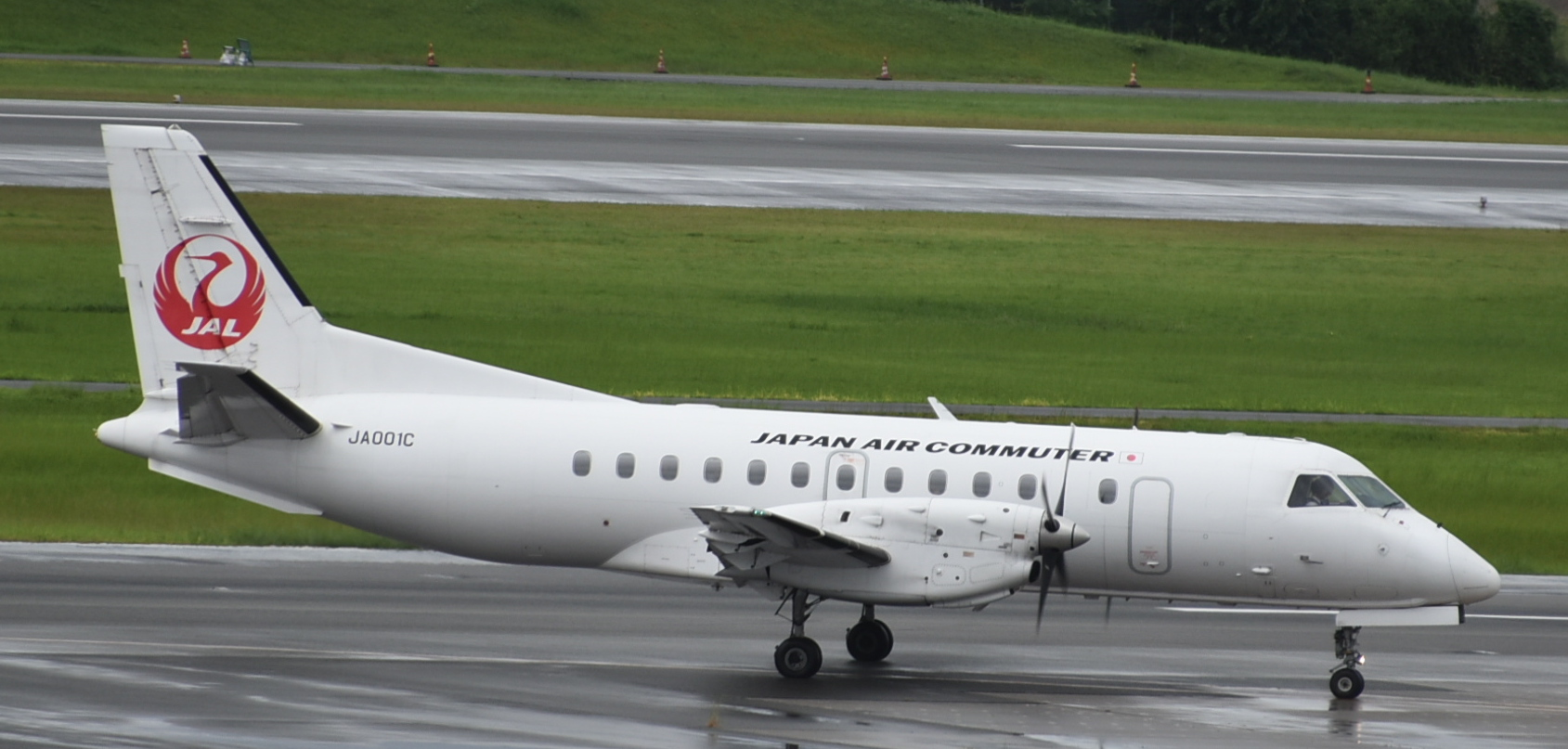
4代目塗装のサーブ340
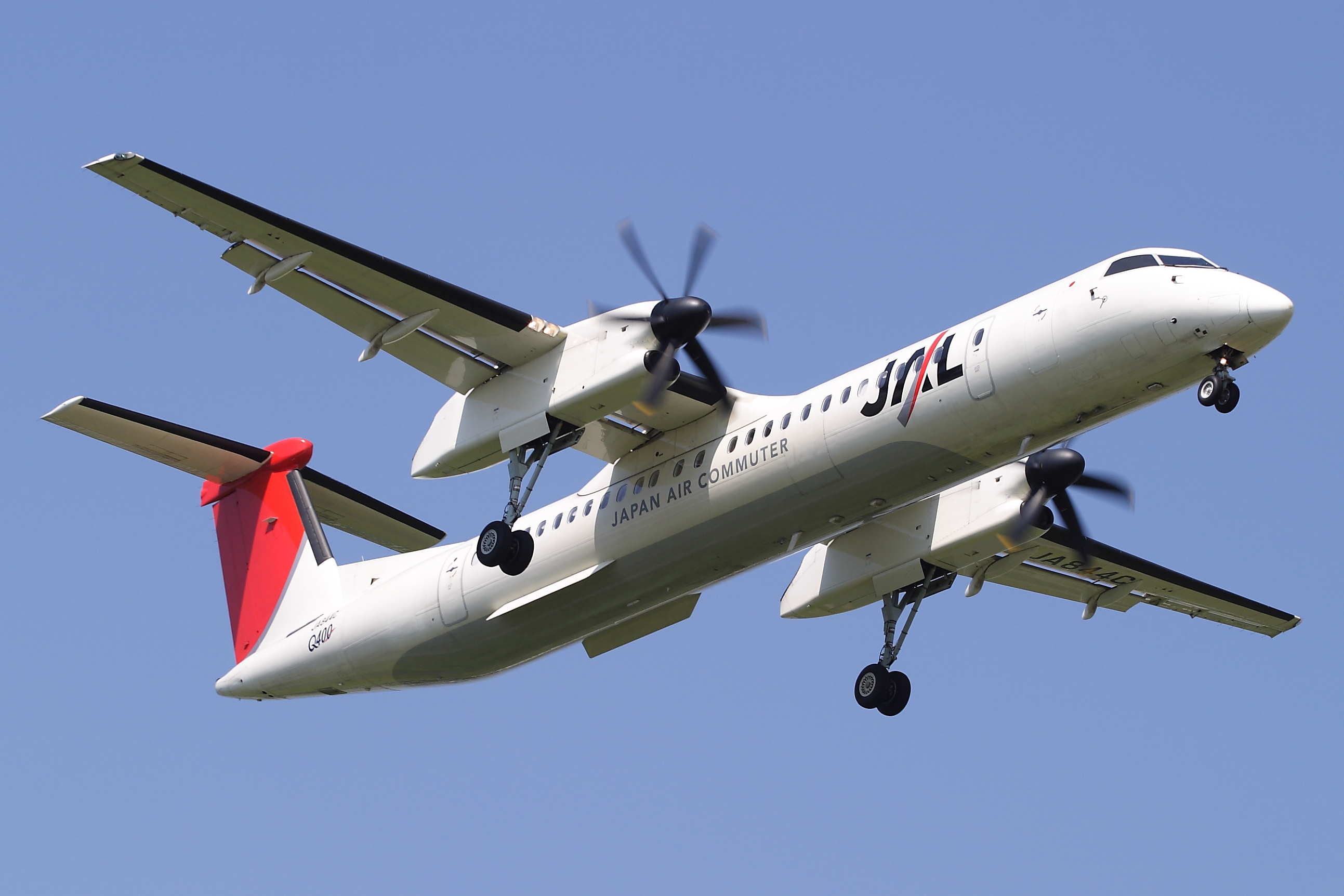
DHC-8-Q400型機（3代目塗装）
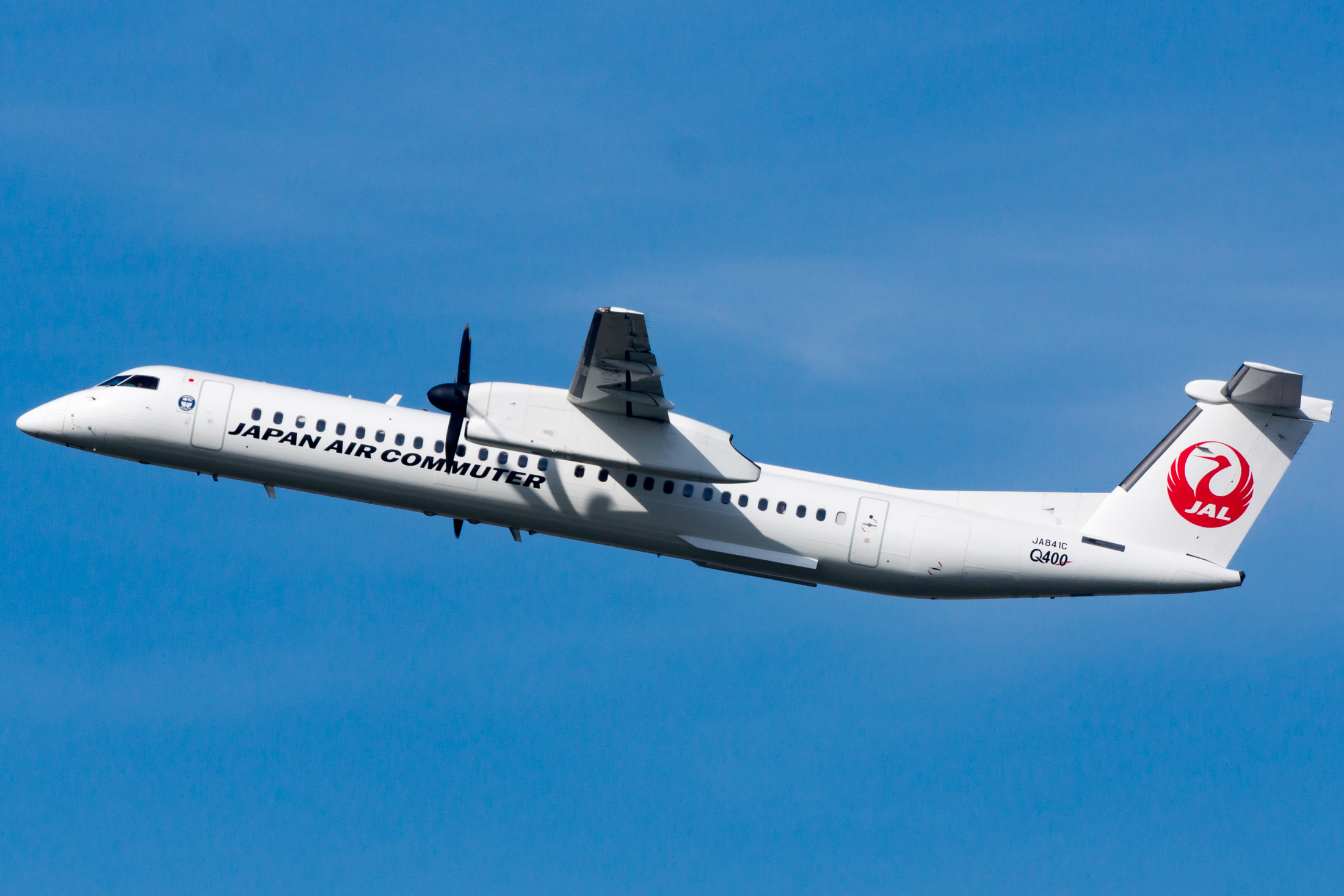
DHC-8-Q400型機（4代目塗装）

## 就航路線
2022年現在（事業計画込み）、就航地は15空港ある。

路線特質上、離島生活路線が多く、路線によっては日一便路線もあり欠航、遅延が発生すると利用者に大きな影響が出ることもある。
- 大阪/伊丹 - 但馬、屋久島
- 福岡 - 出雲、鹿児島、屋久島※
- 出雲 - 隠岐
- 鹿児島 - 松山、種子島※、屋久島※、喜界※、奄美※、徳之島※、沖永良部※、与論※
- 奄美 - 喜界※、徳之島※、与論（与論行きのみ）※
- 徳之島 - 沖永良部※
- 沖縄/那覇 - 奄美（那覇発のみ直行便、奄美発は与論経由）※、沖永良部※、与論（那覇行きのみ）

奄美群島の国立公園指定によって更なる誘客や世界自然遺産登録活動応援のため、2018年7月から奄美=徳之島=沖永良部=那覇を「奄美群島アイランドホッピングルート」として就航している。
2022年7月15日からグループ内路線再編によりRACの那覇 - 奄美便を移管する形で奄美→与論→那覇→奄美の三角運航路線を就航。同時に奄美 - 与論便を統合する形となるため、JALグループとして奄美発那覇行き直行便および与論発奄美行き直行便が消滅（ともに逆方向の片道のみ直行便存続）するが、その後JALグループ国内線運賃改定で2023年4月12日以降であれば直行便運賃と変わらない運賃になることが発表されている。
※はANAとのコードシェア便（一部便を除く）。

## 機内サービス
キャンディー、ドリンクサービスの他、地元の企業や観光協会とタイアップし、機内で特産品の販売を行っている。
同社が就航している路線の飛行ルートを記載したルートマップ、南の島々の見どころ、客室乗務員おすすめのお店などが記載された就航地マップ、絵はがきを用意している。
赤ちゃん用の専用毛布、貸し出し用絵本、お子さま向け用おもちゃをご用意している。
2007年7月にはオリジナルの機内誌『UPROP』（アップロップ）を創刊し、2016年からは新たにJACNOW「ゆいタイム」を発行している。JACNOW「ゆいタイム」は客室乗務員に依頼すればバックナンバーを手に入れることも可能なほか、同社のサイトでpdfの形でも閲覧可能。このほか、日本航空の機内誌「SKYWARD」も用意している。
ボーディング・ミュージックは日本航空同様、「I Will Be There with You」（David Foster作曲）と「明日の翼」（久石譲作曲）が起用されており、前者は搭乗時、後者は降機時にそれぞれ流れる。

## トラブル、事故、不祥事
- 2019年5月30日、日本エアコミューターにデリバリーフライトのためトゥールーズを発ち、ギリシャ・クレタ島のイラクリオンに向かっていた最新のATR 72-600型機（機体記号：JA08JC）が、イタリア上空で航空管制との通信が途絶えるトラブルが発生し、イタリア空軍が戦闘機のユーロファイター・タイフーン2機をスクランブル発進させ、インターセプトで状況を確認した[79]。
- 2019年9月、ATR社納入前のATR 42-600型機（F-WWLN→JA09JC予定）がメーカー試験飛行中エンジン1基停止事案が発生し、緊急着陸し、フランス航空事故調査局の調査が入りJA09JCが納入遅延となり[80]、入れ替え予定機材サーブ機残存運用2機中1機が10月26日からHAC機材（JA01HC）整備点検に伴いリースされ、11月にはAMXも機材（JA01AM）整備点検が重なり[81]、JACからHAC（JA8594）、AMX（JA01JC）に機材貸し出しが重なったこともあり、11月のJAC路線鹿児島-種子島線で40便欠航予定とした[82]。更に11月19日にHACに貸し出していたサーブ340B（JA8594）が函館→札幌/丘珠飛行中にエンジン1基停止事案を起こして札幌/丘珠空港でエンジンメーカー対応待ちで運航停止[83]（HACとしては20日からHAC整備完了機材が復帰、JA8594は26日迄に部品交換し、同日回航、28日からJAC運用復帰[84]）、11月24日にJACのATR 42（JA04JC）が沖永良部→沖縄/那覇運航後運航継続不可能なトラブル発生し那覇空港で運航停止（JA04JCは25日午後鹿児島へ回航26日から復帰）し[85]、JACとして機材不足に対応できずに欠航、機材及び時間変更が発生する状況になり[86]、JACの路線特質上、生活路線が多いが路線によってはその日の全便欠航路線が発生した。
- 2020年1月8日、喜界発奄美行きJAC3830便（ATR 42-600型機/JA07JC）が奄美空港着陸時突風に煽られ滑走路から逸脱、滑走路脇の草地に入り込んで停止し、乗客18人（幼児なし）と乗員3人（パイロット2人、客室乗務員1人）は全員無事で機体のステップから降りてバスでターミナルへ移動した[87]。機体はJACによる目視確認で異常なく、草地にランディングギアがはまり込んで自走不能で機体の一部が滑走路にかかっていて滑走路閉鎖となり、トラブル機以降8日終日欠航となった[88]、同日午後から機体移動作業が本格化し、ランディングギア下部に鉄板を入れ込んで後方に曳き、22時半頃滑走路上まで機体を引き出し23時過ぎ滑走路閉鎖解除、トラブル機格納庫収容、県による滑走路確認も異常なく、9日通常運用再開予定となった[89][90]。国土交通省は事故につながりかねない重大インシデントに認定し運輸安全委員会は航空事故調査官3人現地派遣し調査するとした[91]。なお、損傷機体は同年2月に奄美空港JAC格納庫内で機体整備後､運用復帰している[92]。
また、同機は同年10月23日にも奄美発喜界行きJAC3785便で右翼のプロペラブレード接触事象が発生していて同機は継続運航不可のため復路欠航し[93]、機体も空港エプロンで鹿児島から整備部品輸送交換作業完了する同年12月10日まで養生保管されていた[94]。
2022年、国交省運輸安全委員会は20年1月8日発生航空重大インシデント調査報告書を公表し、該当機が左からの横風を受けて着陸した際、接地直後からの左への偏向の修正が遅れたため、滑走路を逸脱して草地で停止し、自走不能となったと推定されるとし、再発防止のため横風着陸時の運用マニュアル改定とパイロットの教育、訓練を行い適切な判断、操作するよう指摘した[95]。
- 2024年11月　会計検査院は2023年度決算検査報告において検査の結果、法律、政令若しくは予算に違反し又は不当と認めた事項で国土交通省における航空機等購入費補助金により取得した航空機を補助の目的外に使用したことについてJAC購入した6機のATR42が補助金で購入され、2017年9月取得した機体で同年10月以降2023年6月までの間、補助対象路線12路線以外（補助対象路線以外）の11路線で運航。補助対象路線以外11路線中、機材繰り運航の目的外使用を大臣承認されたのは4路線（大阪国際=但馬、出雲＝福岡、松山＝鹿児島、福岡＝鹿児島）のみで、ほかの未承認7路線（大阪国際＝屋久島、鹿児島＝奄美、徳之島、奄美＝那覇、徳之島＝沖永 良部、沖永良部＝那覇、与論＝那覇）で運航。航空機購入に関する補助金の一部約9000万円が不当と指摘され、目的外使用700万円返還納付する予定[96]。